# Крупенський Микола Матвійович

Герб Крупенських

Крупе́нський Мико́ла Матві́йович (нар.1822 — пом.1893) — бессарабський поміщик, тричі бессарабський голова дворянства (1857-1866), камер-юнкер російського імператора Олександра II. Був одружений з Надією Іванівною фон Гінц. Батько Анатолія Миколайовича Крупенського, гофмейстера Найвищого Двору та Павла Миколайовича Крупенського, депутата II-IV Державної Думи Російської імперії.

## Нагороди
- орден Св. Володимира 3-го ст.
- орден Св. Станіслава 2-го ст.
- орден Св. Анни 2-го ст[2].